# Homadaula albizziae
Homadaula albizziae är en fjärilsart som beskrevs av Clarke 1943. Homadaula albizziae ingår i släktet Homadaula och familjen Galacticidae. Inga underarter finns listade i Catalogue of Life.

## Bildgalleri

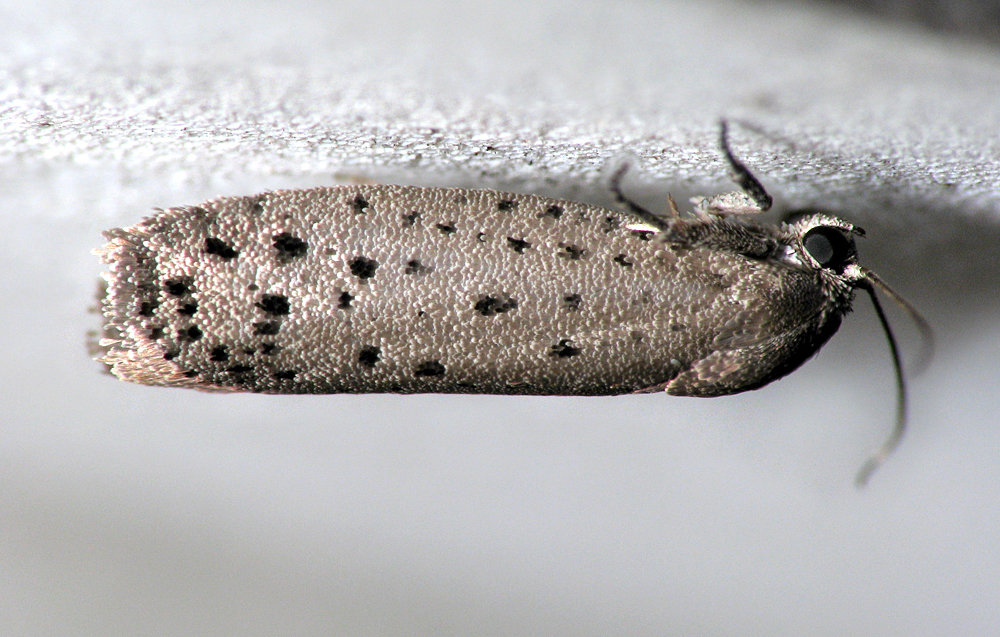